# Château de Saint-Germain (Saint-Jean-Saint-Germain)
Pour les articles homonymes, voir Château de Saint-Germain.
Le château de Saint-Germain est un château situé à Saint-Jean-Saint-Germain (Indre-et-Loire) et inscrit aux monuments historiques le 24 mai 1948.